# Siemkowice
Siemkowice è un comune rurale polacco del distretto di Pajęczno, nel voivodato di Łódź.
Ricopre una superficie di 97,4 km² e nel 2004 contava 5 112 abitanti.